# Relations entre le Canada et la Norvège
Les relations entre le Canada et la Norvège font référence aux relations bilatérales qui lient le Canada, nation d'Amérique du Nord, et la Norvège, pays du Nord de l'Europe.
Le Canada et la Norvège entretiennent une longue tradition de coopération. Durant la Seconde Guerre mondiale, le Canada a accueilli sur son sol plusieurs bases militaires des forces libres établies par le gouvernement norvégien en exil à Londres : Little Norway, basée à Toronto, en Ontario, a été la base d'entraînement de l'Aviation royale de Norvège, tandis que camp Norway, basé à Lunenburg, en Nouvelle-Écosse, a été une base de la Marine royale norvégienne.
Le Canada et la Norvège sont également des membres historiques de l'OTAN.

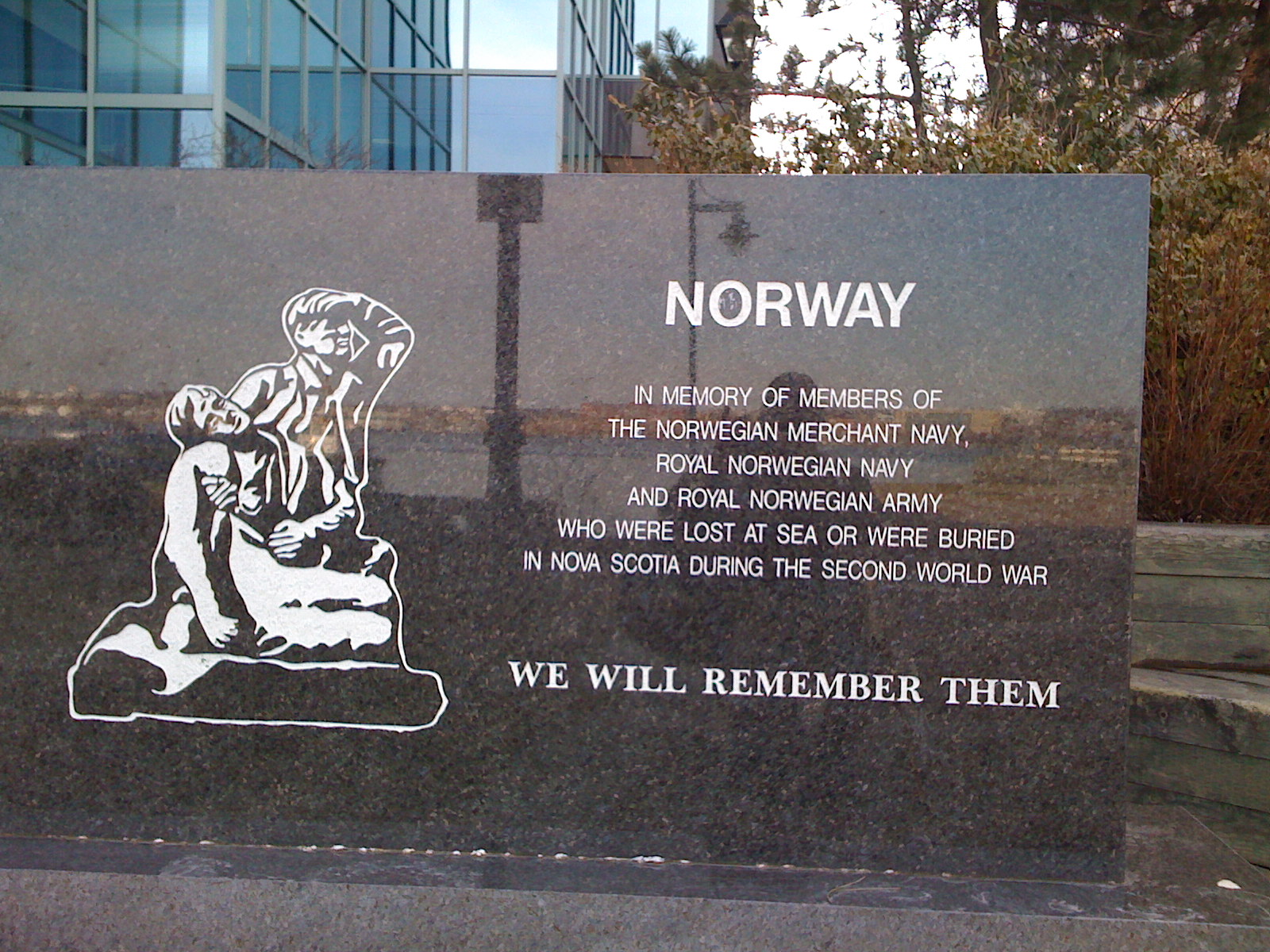
Mémorial à la marine marchande norvégienne à Halifax.